# Nikita Alexejewitsch Awtanejew
Nikita Alexejewitsch Awtanejew (russisch Никита Алексеевич Автанеев, wiss. Transliteration Nikita Alekseevič Avtaneev; * 3. September 1995 in Moskau) ist ein ehemaliger russischer Snowboarder. Er startete in den Freestyledisziplinen und nahm an zwei Olympischen Winterspielen sowie vier Snowboard-Weltmeisterschaften teil.

## Werdegang
Awtanejew nahm von 2011 bis 2019 an Wettbewerben der World Snowboard Tour und der FIS teil. Dabei kam er bei den Juniorenweltmeisterschaften 2011 in Chiesa in Valmalenco auf den 46. Platz im Slopestyle und auf den 25. Rang in der Halfpipe. Zu Beginn der Saison 2011/12 gab er in Saas-Fee sein Debüt im Snowboard-Weltcup, welches er auf dem 23. Platz in der Halfpipe beendete. Im weiteren Saisonverlauf wurde er bei den Olympischen Jugend-Winterspielen 2012 in Innsbruck Siebter in der Halfpipe und holte im Chekeril seinen ersten Sieg im Europacup. Bei den Juniorenweltmeisterschaften 2012 in der Sierra Nevada gewann er die Bronzemedaille in der Halfpipe. Im folgenden Jahr belegte er bei den Weltmeisterschaften im Stoneham den 48. Platz und bei den Juniorenweltmeisterschaften in Erzurum den 12. Rang. Zudem siegte er erneut beim Europacup im Chekeril. Bei seiner ersten Olympiateilnahme im Februar 2014 in Sotschi kam er auf den 25. Platz in der Halfpipe.
In der Saison 2014/15 wurde Awtanejew bei der Winter-Universiade 2015 in der Sierra Nevada Fünfter und errang bei den Snowboard-Weltmeisterschaften 2015 am Kreischberg den 38. Platz in der Halfpipe. In der folgenden Saison erreichte er mit Platz sieben in Mammoth seine erste Top-Zehn-Platzierung im Weltcup und gewann mit dem Plätzen drei und eins die Halfpipe-Wertung des Europacups. Zudem wurde er in Sunny Valley russischer Meister in dieser Disziplin. Bei den Snowboard-Weltmeisterschaften 2017 in der Sierra Nevada kam er auf den 12. Platz in der Halfpipe. In der Saison 2017/18 errang er im Secret Garden Resort mit dem fünften Platz seine beste Platzierung im Weltcup und zum Saisonende den 14. Platz im Halfpipe-Weltcup. Beim Saisonhöhepunkt, den Olympischen Winterspielen 2018 in Pyeongchang, belegte er den 20. Platz in der Halfpipe. In seiner letzten aktiven Saison 2018/19 erreichte er mit zwei Top-Zehn-Platzierungen  den 12. Platz im Halfpipe-Weltcup sein bestes Gesamtergebnis. Im Februar 2019 errang er bei den Weltmeisterschaften in Park City den 21. Platz und absolvierte in Calgary seinen 27. und damit letzten Weltcup. Bei der Winter-Universiade im folgenden Monat in Krasnojarsk gewann er die Goldmedaille in der Halfpipe.

## Teilnahmen an Weltmeisterschaften und Olympischen Winterspielen

### Olympische Winterspiele
- 2014 Sotschi: 25. Platz Halfpipe
- 2018 Pyeongchang: 20. Platz Halfpipe

### Snowboard-Weltmeisterschaften
- 2013 Stoneham: 48. Platz Halfpipe
- 2015 Kreischberg: 38. Platz Halfpipe
- 2017 Sierra Nevada: 12. Platz Halfpipe
- 2019 Park City: 21. Platz Halfpipe

## Weltcup-Gesamtplatzierungen
| Saison  | Freestyle | Freestyle | Halfpipe | Halfpipe |
| Saison  | Punkte    | Platz     | Punkte   | Platz    |
| ------- | --------- | --------- | -------- | -------- |
| 2011/12 | 200       | 83.       | 180      | 47.      |
| 2012/13 | 267       | 74.       | 267      | 43.      |
| 2013/14 | 268       | 70.       | 268      | 35.      |
| 2015/16 | 560       | 46.       | 560      | 19.      |
| 2016/17 | 490       | 75.       | 410      | 23.      |
| 2017/18 | 850       | 34.       | 850      | 14.      |
| 2018/19 | 980       | 34.       | 980      | 12.      |